# Sagrestia di Santa Maria Novella

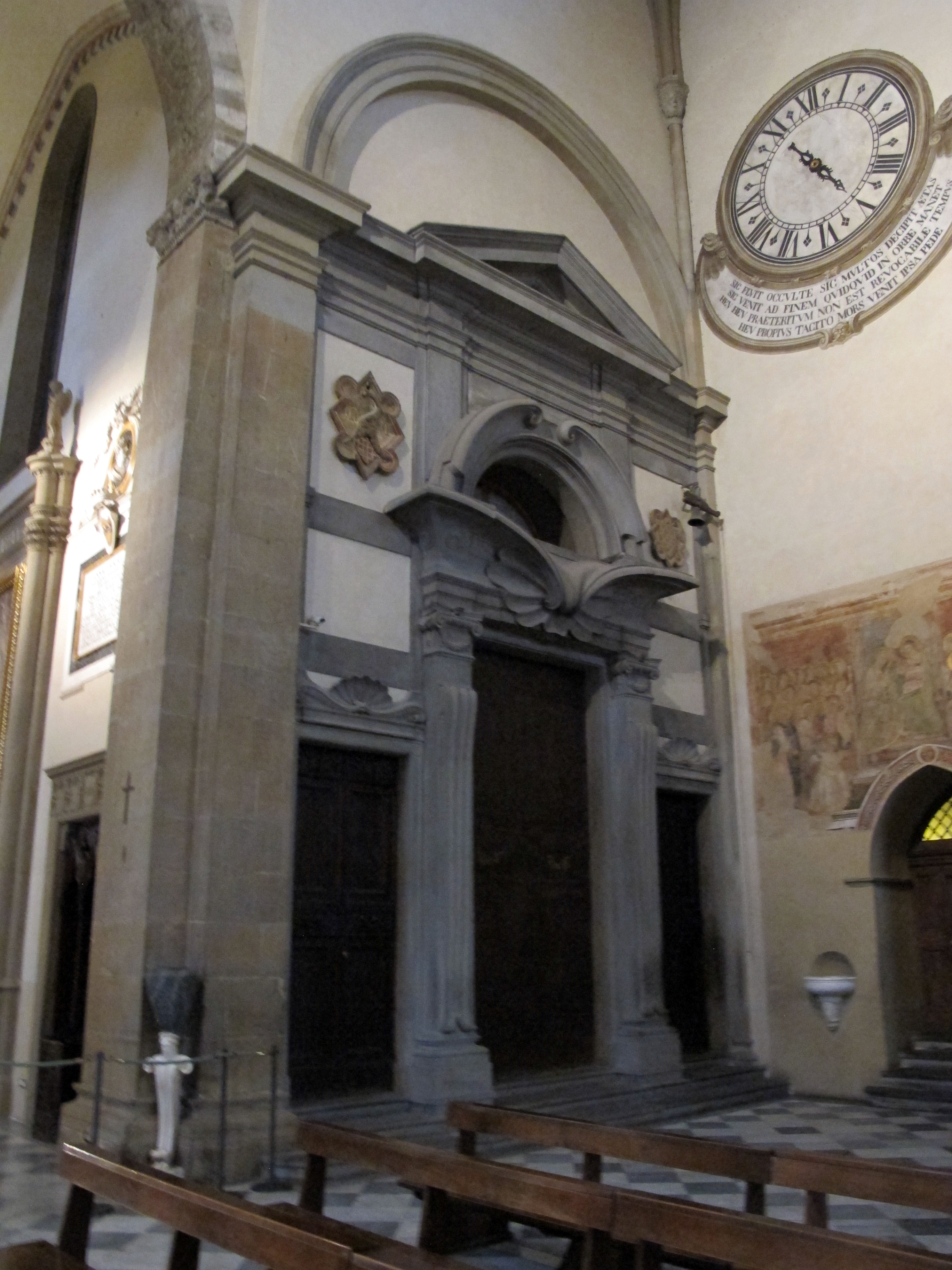
Esterno

La Sagrestia di Santa Maria Novella si trova nell'omonima basilica a Firenze e vi si accede attraverso un portale monumentale seicentesco che si apre sulla parete sinistra del transetto sinistro. Contiene opere che vanno dal XIV al XVIII secolo.

## Storia
Fu voluta da Donna Andreola di Iacopo Acciaiuoli, come Cappella dell'Annunciazione, dopo la morte del marito Mainardo Cavalcanti, gran siniscalco del Regno di Napoli (avvenuta nel 1380). Del periodo trecentesco rimangono soltanto l'ampia volta a crociera e le tre vetrate. Molti cambiamenti avvennero alla fine del XVI secolo, all'inizio del XVII secolo e nella prima metà del XVIII secolo. Nell'ultimo quarto del XVI secolo fu posto sulla parete di fondo l'Armadio delle Reliquie. Nel 1616 Tommaso e Orazio Cavalcanti commissionarono la realizzazione dell'attuale portale monumentale seicentesco che si trova sulla parete esterna della sacrestia, con l'intenzione di sistemare nella sacrestia la tomba del loro antenato Fra' Aldobrandino Cavalcanti, sistemazione mai avvenuta. Nel 1733-1734 fra' Angelo Gotti promosse un radicale rinnovamento di tutti gli ambienti interni, dando alla Sacrestia l'aspetto attuale.

## Descrizione

### I resti trecenteschi
Del periodo trecentesco rimane solo l'ampia volta a crociera del soffitto con ampi costoloni (anche se la loro decorazione risale in larga parte a rifacimenti ottocenteschi) e le vetrate nella trifora della parete di fondo, eseguite da Don Leonardo di Simone su disegno di Niccolò di Pietro Gerini nel 1386-1390. Queste rappresentano l'Annunciazione, le Storie di Giovanni Battista e dei profeti Elia e Isaia e la Natività di Cristo (quest'ultima rifatta nel XIX secolo). L'altare principale che si trovava addossato alla parete di fondo recava una tela con l'Annunciazione e 26 santi, eseguita tra il 1380 e il 1385 da Giovanni del Biondo ed esposta oggi alla Galleria dell'Accademia di Firenze. Sulla stessa parete in alto a destra, si trovava la tomba marmorea di Mainardo Cavalcanti, prima spostata sulla parete orientale e infine demolita nel 1734 per volere di Fra' Angelo Gotti. Una lapide del 1734 posta sopra la porta di ingresso (sul lato interno) ricorda l'antico sepolcro e il suo defunto.

### L'Armadio delle Reliquie sulla parete di fondo
Sulla parete di fondo opposta all'entrata si trova l'Armadio delle Reliquie, disegnato da Bernardo Buontalenti e realizzato nel 1582-1584 in legno di tiglio (la parte bassa è però in legno di cedro del Libano) da Maestro Lessandro di Luca Bracci da Pelago, autore anche di antichi confessionali laterali e dei soprastanti armadietti, realizzati nel 1587 e poi sostituiti. Le tele poste sull'armadio, raffiguranti San Domenico, l'Annunciazione e San Tommaso d'Aquino, sono del 1693 e furono dipinte da Giovanni Battista Perini. Nello stesso periodo furono collocati i fregi dorati e gli angeli in alto, questi ultimi di un anonimo scultore fiorentino (1625-1640). L'altare posto davanti all'armadio è di Maestro Iacopo Scalpellino (1584).

### La controfacciata
Sulla parete opposta, dove si trova l'ingresso alla Sacrestia, è presente, a sinistra, un lavabo in marmo e terracotta invetriata, opera di Giovanni della Robbia del 1498-1499. La pila marmorea sbaccellata entro il lavabo è di uno scultore anonimo della seconda metà del Quattrocento, mentre i due cherubini versa-acqua e il portasapone soprastanti sono di un altro scultore anonimo della prima metà del Cinquecento. In posizione simmetrica, a destra dell'entrata, è presente un lavabo in marmi policromi di Giovacchino Fortini del 1733-1734.
Sopra l'entrata è affissa la già ricordata lapide (1734) in ricordo di Mainardo Cavalcanti. Sopra di essa si trova un crocifisso di Maso di Bartolomeo (1425-1450) su di una croce settecentesca (1773). Il crocifisso era parte del celebre altare della Trinità di Masaccio, che si trova sulla navata laterale sinistra della basilica, e fu spostato qui solo successivamente.

### I banconi e le tele
I banconi che si trovano sulle due parete laterali, e che risaltano per i loro pannelli in radica di noce con cornici di ebano, sono opera di Guerrino Veneziani (1734). Oggi conservano la biancheria della chiesa, i paramenti sacri e preziosi reliquari. Lo stesso artista rifece, sempre nel 1734, anche i confessionali e i soprastanti armadietti posti sulla parete di fondo accanto all'Armadio delle Reliquie.
Tutte le tele esposte in alto sulle pareti della sacrestia furono sistemate da Fra' Angelo Gotti nel 1733-1734 e risalgono al XVI, XVII e XVIII secolo.
Le due tele ovali poste in controfacciata raffigurano, a sinistra e destra rispettivamente:
- San Francesco e San Domenico (Iacopo Vignali, 1621-1622)
- San Bonaventura e San Tommaso d'Aquino (Iacopo Vignali, 1621-1622)

Le due tele poste sulla parete sinistra raffigurano, a sinistra e destra rispettivamente:
- San Vincenzo Ferreri risuscita un uomo a Salamanca (Pier Dandini, primi anni del 1700)
- Crocefissione (Giorgio Vasari, 1567)

Le due tele poste sulla parete destra raffigurano, a sinistra e destra rispettivamente:
- Battesimo di Gesù (pittore fiammingo detto Giovanni Stradano, 1572)
- Conversione di San Paolo (Sebastiano di Giovanni di Piero Vini, 1575)

### L'esterno della sacrestia
Uscendo dalla sacrestia e voltandosi si può ammirare il monumentale portale seicentesco sulla parete esterna. Fu voluto da Tommaso e Orazio Cavalcanti (1616) per accogliere la tomba del loro antenato fra' Aldobrandino Cavalcanti, spostamento in realtà mai avvenuto. Il portale fu fatto da Gherardo Silvani (entro il 1629) su disegno di Fabrizio Boschi (1616). Gli stemmi in alto sono della stessa famiglia Cavalcanti, ma risalgono al XIV secolo e furono lì collocati solo nel XVIII secolo.
Sull'angolo a sinistra si nota un vaso egizio sorretto da una cariatide in marmo bianco di Battista Lorenzi (1550-1575). Sulla parete a destra dell'entrata si trova un'acquasantiera in marmo bianco di Giovanni di Pietro del Ticcia (1443-1448). In alto, sulla stessa parete, fu dipinto un gigantesco orologio da un artista di scuola fiorentina (XVIII secolo).